# Little Bay (Terranova y Labrador)
Little Bay es un pueblo canadiense situado en la provincia de Terranova y Labrador.

## Superficie
Little Bay tiene una superficie de 1,66 km².

## Demografía
En 2021, tenía 100 habitantes, una densidad poblacional de 60,4 hab./km², y 69 viviendas.